# チェーザレ・ダ・セスト
チェーザレ・ダ・セスト（Cesare da Sesto、1477年 - 1523年7月27日）はイタリアの画家である。レオナルド・ダ・ビンチに指導を受け、その追随者になった画家である。

## 略歴
ロンバルディアのセスト・カレンデで生まれた。レオナルド・ダ・ビンチが1482年から1499年の間滞在したミラノで、ダ・ビンチ派の画家のなかで修行したと考えられているが、よく知られていない。セスト・カレンデのサンドナート修道院(Abbazia di San Donato)の装飾画を描いたと伝えられてきた。
ダ・セストの名前が記録に現れるのは1508年で、ローマのバチカン宮殿の装飾をして教皇ユリウス2世から報酬を受け取っているが、その作品は失われている。この頃、現在はリスボンの国立古美術館に収蔵されている、聖母子像やローマのサントノフリオ・アル・ジャニコロ教会(Chiesa di Sant'Onofrio al Gianicolo)の壁画、ローマのサン・ジョヴァンニ・バッティスタ教会(Chiesa di San Giovanni Battista,Campagnano di Roma)で最近見つかった作品を描いた。
1513年ころからシチリアで働き、メッシーナの教会の祭壇画を描き、1515年からはナポリで働きカーヴァ・デ・ティッレーニの修道院(Abbazia territoriale della Santissima Trinità di Cava de' Tirreni)のために多翼祭壇画を制作した。この頃には作品にラファエロ・サンティの作品の影響もみられるようになっているとされる。
1520年にミラノに戻り、助手のベルナッツァーノ(Bernardino Bernazzano)と多翼祭壇画を制作した。
自らの作品を描いた他、ダ・ビンチの作品の模写を残したことでも知られている。
1872年にミラノに設置された、ダ・ビンチの記念碑では、ジョヴァンニ・アントーニオ・ボルトラッフィオ(Giovanni Antonio Boltraffio)、ジャン・ジャコモ・カプロッティ(Gian Giacomo Caprotti)、マルコ・ドッジョーノ(Marco d'Oggiono)とともに、ダ・ビンチの像の台座の周りにダ・セストの像が配置された。

## 作品

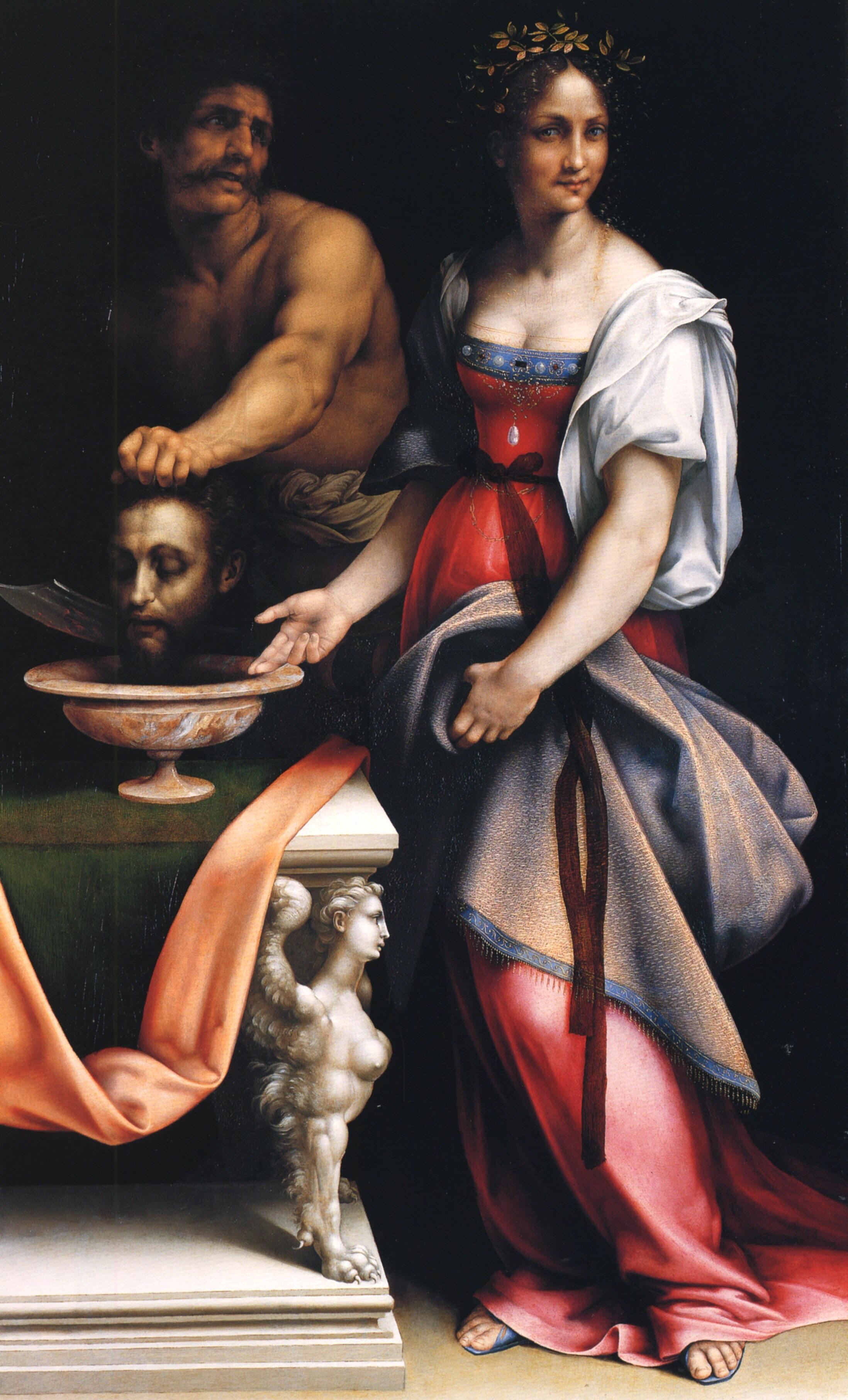
サロメ ナショナル・ギャラリー (ロンドン)蔵
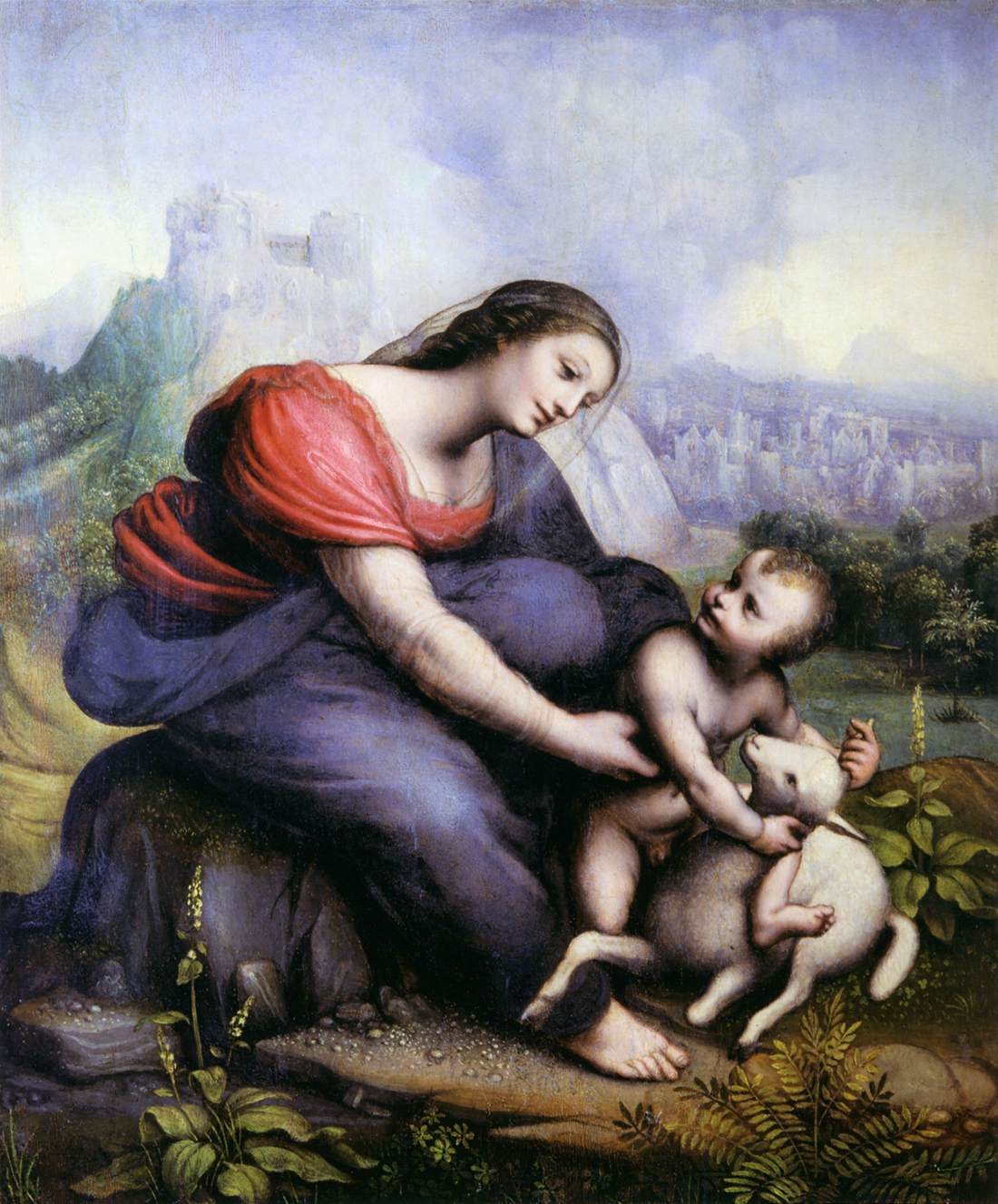
子羊と聖母子 ポルディ・ペッツォーリ美術館蔵
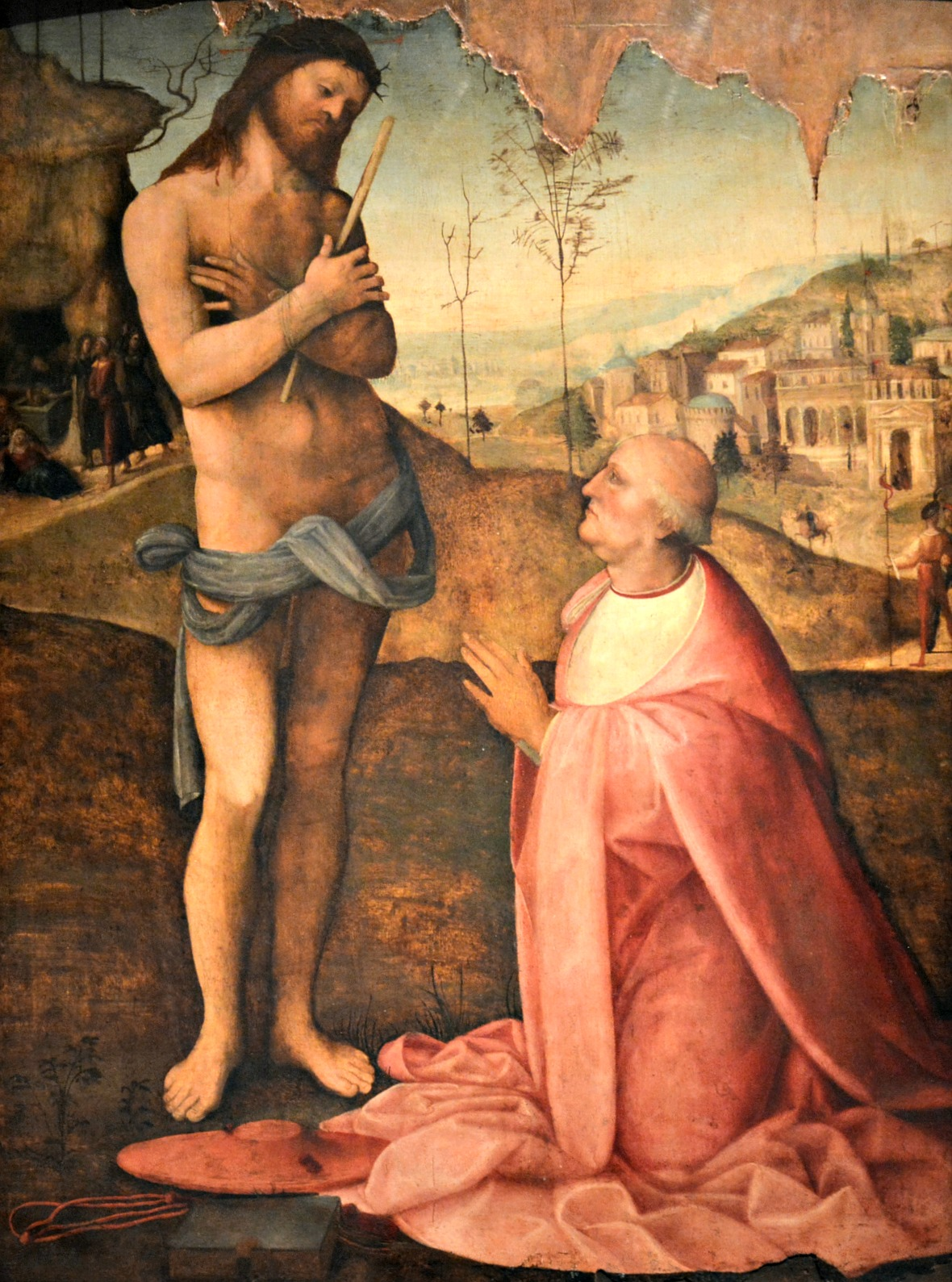
キリストを悼むOliviero Carafa カポディモンテ美術館蔵
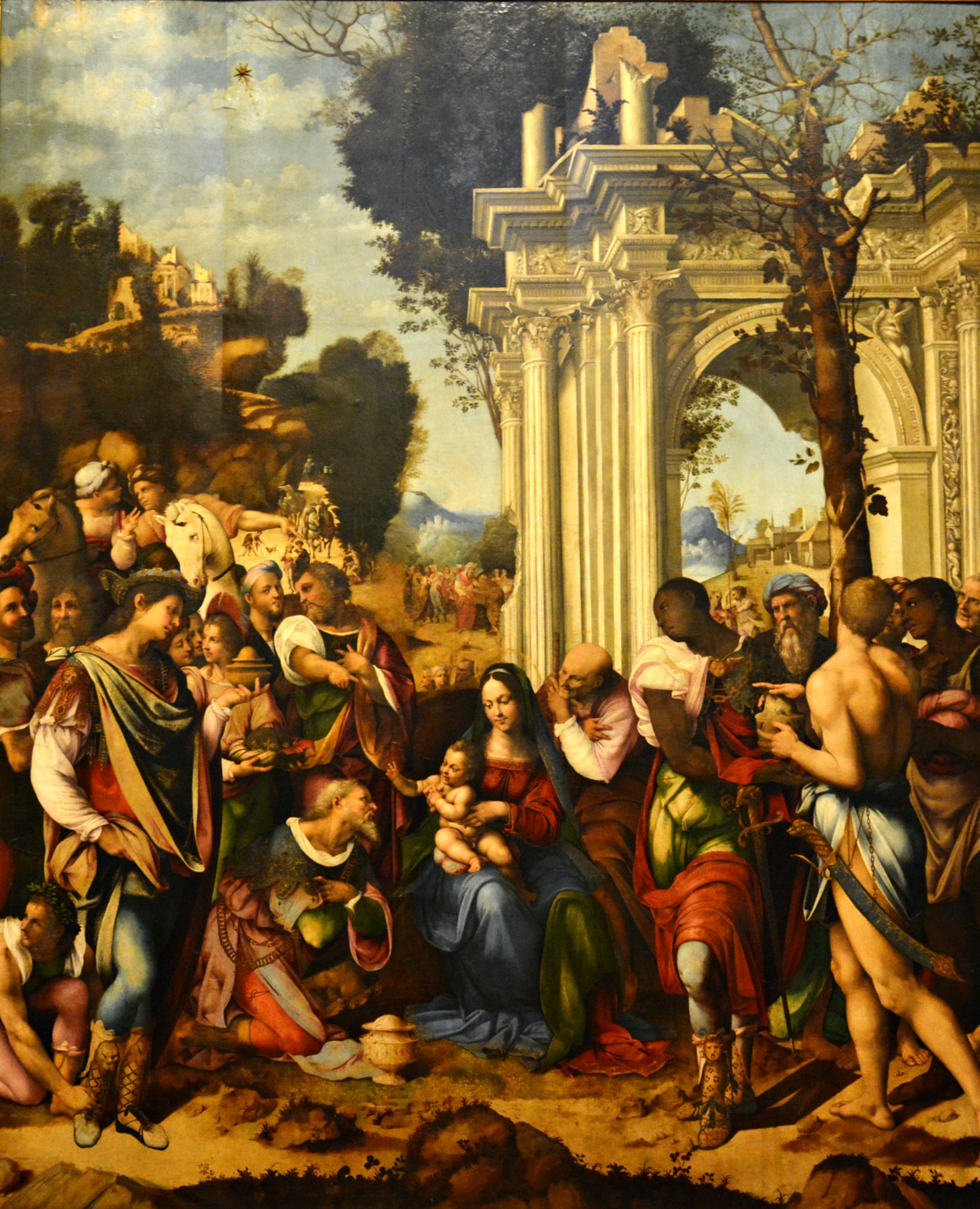
『三賢王の礼拝』 カポディモンテ美術館蔵